# Паула Бадоса
Паула Бадоса Жиберт (шп. Paula Badosa Gibert; 15. новембар 1997) шпанска је тенисерка.
Најбољи пласман на ВТА листи у појединачној конкуренцији јој је 2 место од дана 25. априла 2022. године. У каријери је освојила три турнира. Победила је на првом турниру који је одржан у женској конкуренцији на Србија опену у Београду 2021. године. У финалу је добила Ану Коњух из Хрватске. Освојила је турнир у Индијан Велсу 2021. победивши у финалу Викторију Азаренку.
На гренд слем турнирима најбољи резултат јој је четвртфинале на Отвореном првенству Француске 2021. године.

## ВТА финала

### Појединачно: 3 (3:0)
| Легенда             |
| ------------------- |
| Гренд слем (0:0)    |
| Првенство ВТА (0:0) |
| ВТА 1000 5 (1:0)    |
| ВТА 500 (1:0)       |
| ВТА 250 (1:0)       |

| Подлога     |
| ----------- |
| Бетон (2:0) |
| Трава (0:0) |
| Шљака (1:0) |
| Тепих (0:0) |

| Исход  | Година | Турнир       | Категорија | Подлога | Противница         | Резултат            |
| ------ | ------ | ------------ | ---------- | ------- | ------------------ | ------------------- |
| Победа | 2021   | Србија опен  | ВТА 250    | Шљака   | Ана Коњух          | 6:2, 2:0 (предаја)  |
| Победа | 2021   | Индијан Велс | ВТА 1000   | Бетон   | Викторија Азаренка | 7:6(5), 2:6, 7:6(2) |
| Победа | 2022   | Сиднеј       | ВТА 500    | Бетон   | Барбора Крејчикова | 6:3, 4:6, 7:6(4)    |